# Marpissa
Marpissa este un gen de păianjeni din familia Salticidae.

## Specii[1]
- Marpissa agricola
- Marpissa anusuae
- Marpissa arambagensis
- Marpissa arenaria
- Marpissa armifera
- Marpissa bina
- Marpissa bryantae
- Marpissa capensis
- Marpissa carinata
- Marpissa cineracea
- Marpissa civilis
- Marpissa dayapurensis
- Marpissa dentoides
- Marpissa elata
- Marpissa endenae
- Marpissa formosa
- Marpissa fornicis
- Marpissa gangasagarensis
- Marpissa grata
- Marpissa hieroglyphica
- Marpissa insignis
- Marpissa kalighatensis
- Marpissa lakshmikantapurensis
- Marpissa leptochira
- Marpissa leucophaea
- Marpissa lineata
- Marpissa linzhiensis
- Marpissa longiuscula
- Marpissa magna
- Marpissa marina
- Marpissa milleri
- Marpissa minor
- Marpissa muscosa
- Marpissa mystacina
- Marpissa nannodes
- Marpissa nemoralis
- Marpissa nivoyi
- Marpissa nutanae
- Marpissa obtusa
- Marpissa pikei
- Marpissa pomatia
- Marpissa prathamae
- Marpissa pulla
- Marpissa radiata
- Marpissa raimondii
- Marpissa ridens
- Marpissa robusta
- Marpissa rubriceps
- Marpissa singhi
- Marpissa stuhlmanni
- Marpissa sulcosa
- Marpissa tenebrosa
- Marpissa tigrina
- Marpissa tikaderi
- Marpissa zaitzevi